# 베르나르트 하이팅크

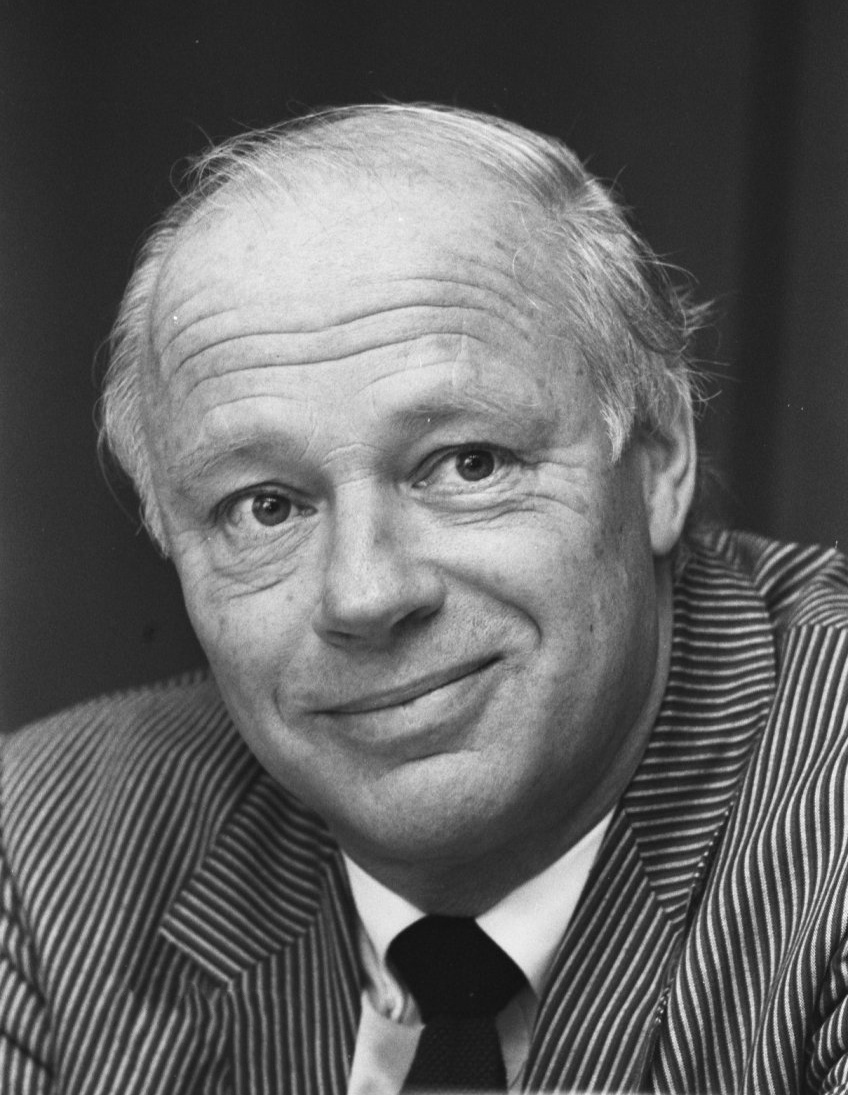

베르나르트 요한 헤르만 하이팅크 CH KBE (Bernard Johan Herman Haitink, 1929년 3월 4일 ~ 2021년 10월 21일)는 네덜란드의 지휘자이자 바이올리니스트이다. 그는 1961년부터 콘세르트헤바우 관현악단을 시작으로 여러 국제 오케스트라의 상임지휘자로 재직했다. 그는 1967년부터 1979년까지 런던 필하모닉 상임 지휘자로, 1978년부터 1988년까지 글린데본 오페라의 음악 감독으로, 1987년부터 2002년까지 슈타츠카펠레 드레스덴 상임 지휘자가 되었을 때, 로열 오페라 하우스 음악 감독으로 활동했다. 2006년부터 2010년까지 시카고 심포니 오케스트라 상임지휘자로 재직했다. 그의 다작 녹음의 초점은 클래식 교향곡과 오케스트라 작품에 있었지만 그는 오페라도 지휘했다. 그래미상과 2015년 그라모폰상을 수상했다.

## 어린 시절
하이팅크는 1929년 3월 4일 암스테르담에서 태어났다. 그의 외할머니는 유대인이었고 2차 세계 대전 중에 나라를 떠났다. 그는 1954년과 1955년에 페르디난트 라이트너(Ferdinand Leitner)의 지휘 과정을 수강하기 전에 오케스트라에서 바이올린을 연주했다

## 직업
하이팅크는 1954년 7월 19일 네덜란드 라디오 유니언 오케스트라(나중에 네덜란드 라디오 필하모닉 오케스트라 [RFO])와 함께 첫 콘서트를 지휘했다. 1955년 오케스트라 2대 지휘자가 되었고 1957년 오케스트라 상임지휘자가 되었다. 그의 지휘 데뷔는 1956년 11월 7일 카를로 마리아 줄리니를 콘체르헤보우 관현악단으로 데뷔했다. 하이팅크는 1959년 9월 1일 콘체르헤보우 관현악단의 초대 지휘자로 임명되었다. 그는 1961년 오케스트라의 상임지휘자가 되었으며 1963년 하이팅크가 단독 상임지휘자가 될 때까지 오이겐 요훔과 직위를 공유했다. 하이팅크는 Philips 레이블과 나중에 Decca 및 EMI Classics를 위해 많은 녹음을 했다. 그는 오케스트라와 함께 광범위하게 여행했다.
하이팅크는 1988년까지 수석 지휘자로 남아 있었다. 1999년에는 오케스트라의 명예 지휘자로 임명되었다. 2012년 12월, 오케스트라와 네덜란드 음악 전반에 대한 예산 삭감 제안에 따라 RFO를 옹호한 후 하이팅크는 RFO의 후원자라는 직함을 수락했다. 2014년 3월 하이팅크는 네덜란드 신문 Het Parool에 RCO 지휘자 직함을 포기하고 오케스트라의 현 행정 관리에 항의하여 더 이상 객원 지휘를 하지 않기를 원한다고 말했다. 2015년 9월, 오케스트라는 2016-2017 시즌에 오케스트라와 게스트 지휘 계약을 예정하고 하이팅크와의 화해를 발표했다.
하이팅크는 1967년부터 1979년까지 런던 필하모닉 오케스트라 상임지휘자였다. 그는 또한 1978년부터 1988년까지 영국 Glyndebourne Opera의 음악 감독이었다 1987년부터 2002년까지 코벤트가든 왕립오페라하우스의 음악감독을 지냈고 그곳에서 그의 음악적 재능은 칭송받았지만 조직 전체에 대한 애착의 정도에 대한 비판도 받았다.
2002년부터 2004년까지 하이팅크는 Staatskapelle Dresden의 수석 지휘자였다. 드레스덴과의 원래 계약은 2006년까지였으나, 그는 오케스트라의 후임자 선택을 놓고 슈타츠카펠레의 관료 인 게르트 위커와 논쟁을 벌이다 2004년에 사임했다.
하이팅크는 1995년부터 2004년까지 Boston Symphony Orchestra의 수석 객원 지휘자로 재직하면서 새로운 명예 지휘자라는 직함을 받았다. 또한 그는 l' Orchester National de France와 런던 심포니 오케스트라 (LSO)와 협연하였다. 2000년대 초반에 그는 LSO Live 레이블을 위해 베토벤과 브람스 교향곡을 녹음했다. 그는 베를린 필하모닉의 명예 회원이었다.
2006년 4월 CSO는 2006-2007 시즌부터 새롭게 신설된 상임 지휘자로 하이팅크를 임명했다. 계약 기간은 4년이었다. 하이팅크는 나이를 이유로 CSO의 음악 감독 제안을 거절했다. 이 계약과 관련하여 하이팅크는 "저를 포함한 모든 지휘자에게는 판매 기한이 있다."라고 말했다.의 일련의 콘서트로 시카고 상임 지휘자를 마쳤고 오케스트라로부터 Theodore Thomas Medallion을 수상했다.
하이팅크는 몇 년 동안 루체른에서 젊은 지휘자를 위한 마스터 클래스를 이끌었다. 2015년 6월, 유럽 연합 청소년 관현악단은 하이팅크를 지휘자 수상자로 임명한다고 발표했으며 즉시 발효되었다.
2019년 6월, 하이팅크는 네덜란드 일간 De Volkskrant 와의 인터뷰에서 자신의 지휘자로서의 마지막 콘서트가 2019년 9월에 있을 것이라고 밝혔으며 이전에 발표한 안식년을 은퇴로 공식화했다. 네덜란드 라디오 필하모닉 오케스트라와의 마지막 콘서트는 2019년 6월 15일이었다. 하이팅크의 마지막 영국 콘서트는 2019년 9월 3일 런던의 The Proms 에서 열린 비엔나 필하모닉 오케스트라와의 90번째 프롬이었다. 그의 마지막 콘서트는 2019년 9월 6일 KKL의 루체른에서 비엔나 필하모닉과 함께 했다.